# Schmalspurtransportwagen

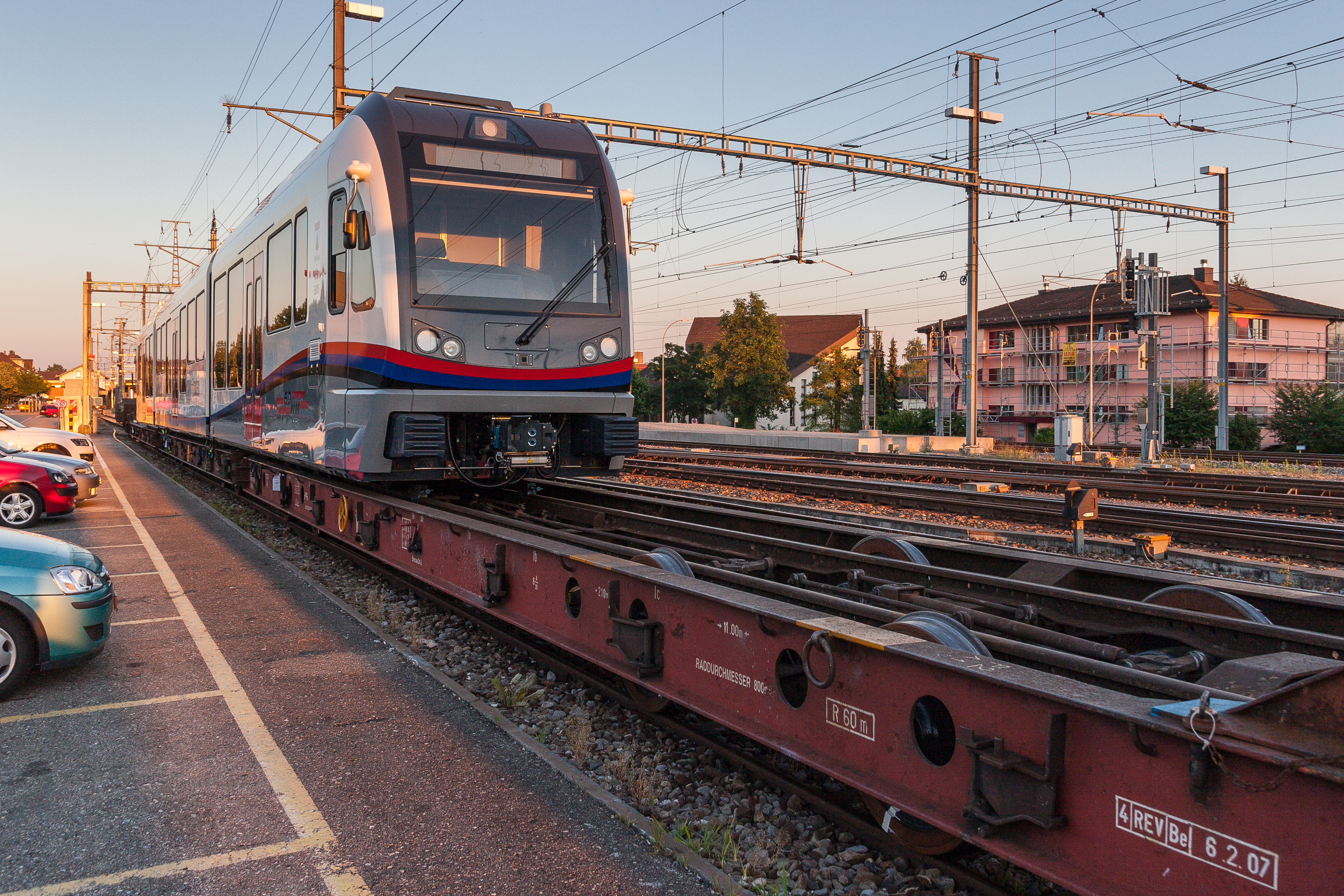
Neuer Schmalspur-Triebzug zur Auslieferung auf einem Schmalspurtransportwagen

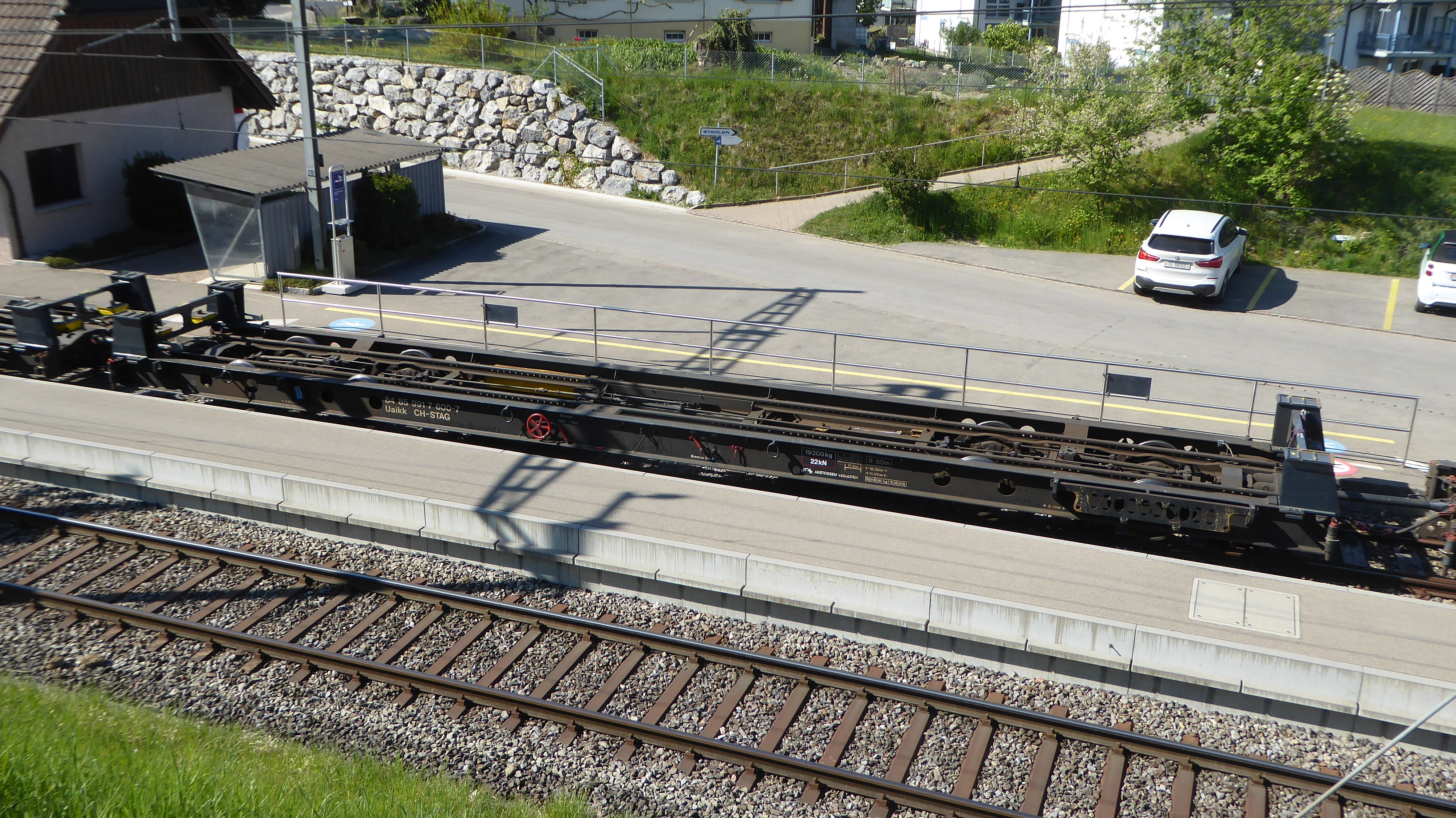
Der Schweizer Hersteller Stadler Rail besitzt eigene Rollschemel zur Ablieferung neuer Meterspurfahrzeuge.

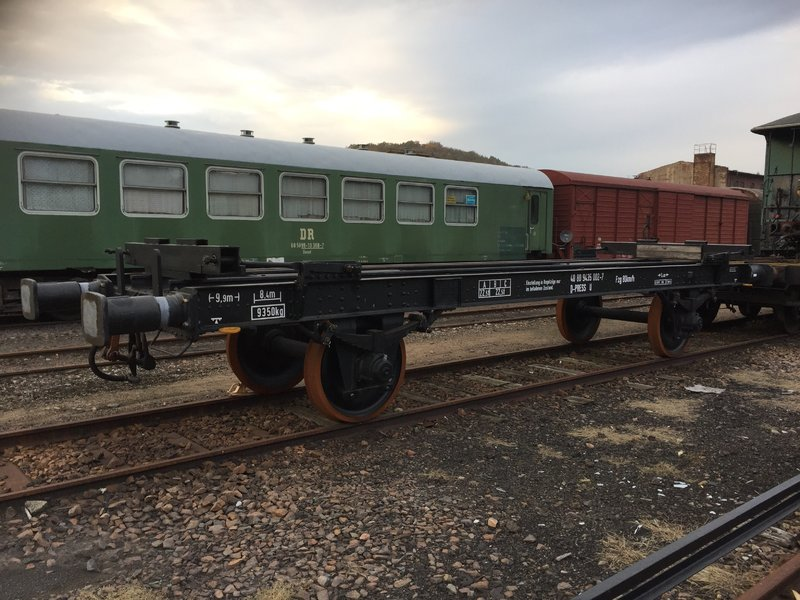
Zweiachsiger Schmalspurtransportwagen

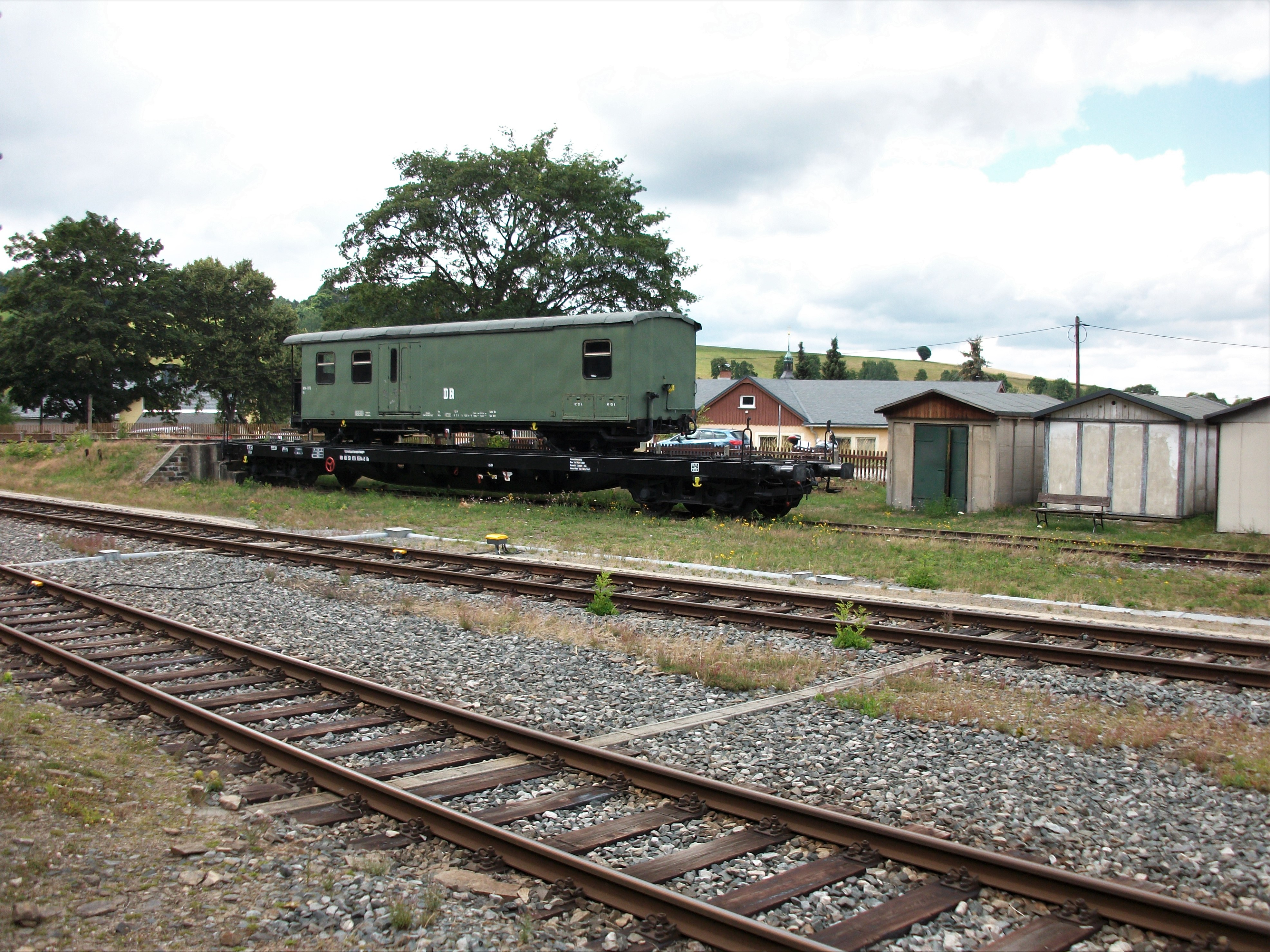
Schmalspurtransportwagen mit Schmalspurgepäckwagen im Bahnhof Cranzahl

Schmalspurtransportwagen sind normalspurige Bahndienstfahrzeuge, die zum Transport von schmalspurigen Eisenbahnfahrzeugen verwendet werden. In der Schweiz werden sie, ebenso wie die schmalspurigen Rollwagen, als Rollschemel bezeichnet und sind als Güterwagen eingeordnet.
Sie werden benötigt, um schmalspurige Eisenbahnfahrzeuge zwischen verschiedenen Schmalspurnetzen auszutauschen oder sie in eine Werkstatt oder ein Ausbesserungswerk zu bringen. Heute wird diese Aufgabe häufig von Straßentiefladern übernommen. 
Diese Wagen bestehen meist aus einem Rahmen auf zwei oder vier Achsen bzw. zwei Drehgestellen, auf dem ein schmalspuriges Gleis aufgebracht ist. Dieses hat keinen Abschluss, damit die zu transportierenden Fahrzeuge über eine sogenannte Betriebsmittelüberladerampe aufgerollt werden können. Die Lücke zwischen dem Rampengleis und dem Wagen wird dabei mit einzusetzenden und in der Regel zum Transportwagen gehörenden Übergangsschienen überbrückt. Die schmalspurigen Fahrzeuge werden auf dem Transportwagen mit Ketten, Vorlegekeilen oder einer Sicherungsbohle gesichert. Die meisten Schmalspurbahnen, die an Normalspurbahnen angeschlossen waren, besaßen eine entsprechende Betriebsmittelüberladerampe. In einigen Fällen waren normalspurige Lokschuppen mit entsprechenden Hochgleisen ausgestattet, um die Schmalspurlokomotiven vom Transportwagen niveaugleich abrollen zu können.
Beim Transport ist es nicht ungewöhnlich, dass die Fahrzeugbegrenzungslinie des Schmalspurtransportwagens überschritten wird. Dann muss die Fahrt als Lademaßüberschreitung durchgeführt werden.
Die Deutsche Reichsbahn unterhielt für den Transport ihrer Schmalspurfahrzeuge Schmalspurtransportwagen mit den Spurweiten 750, 900 und 1000 mm. 
Auch in der Gegenwart benutzen Eisenbahnverkehrsunternehmen solche Wagen zum Transport von schmalspurigen Fahrzeugen, etwa für historische Schmalspurbahn-, aber auch für Straßenbahnfahrzeuge.
Schmalspurtransportwagen sollten nicht mit Rollwagen verwechselt werden, die zum Transport normalspuriger Fahrzeuge auf Schmalspurbahnen verwendet werden. Im Vergleich zu ihnen dienen sie nur zur betrieblichen Überführung; die Benutzung zum Transport von beladenen Schmalspurwagen auf Normalspurstrecken zum Gütertransport war und ist unüblich.